# Plenette Pierson
Plenette Michelle Pierson (Houston, 31 agosto 1981) è un'ex cestista e allenatrice di pallacanestro statunitense, professionista nella WNBA.

## Carriera
È stata selezionata dalle Phoenix Mercury al primo giro del Draft WNBA 2003 (4ª scelta assoluta).

## Palmarès
- Campionato WNBA: 3

Detroit Shock: 2006, 2008
Minnesota Lynx: 2017
- WNBA Sixth Woman of the Year (2007)